# دریاچه ژاخسیبای
دریاچه ژاخسیبای (انگلیسی: Zhaksybay) یک دریاچه در استان قوستانای کشور قزاقستان است.